# Galachipa
Galachipa (en bengali : গলাচিপা) est une upazila du Bangladesh dans le district de Patuakhali. En 1991, on y dénombrait 286 307 habitants.